# Lulu (ca sĩ)
Lulu Kennedy-Cairns, OBE (tên khai sinh Marie McDonald McLaughlin Lawrie; ngày 3 tháng 11 năm 1948) là một ca sĩ, nhạc sĩ, diễn viên, nhân vật truyền hình và nữ doanh nhân người Scotland.
Cô được cả thế giới biết đến, nhưng đặc biệt là khán giả Anh vào những năm 1960. Sau này trong sự nghiệp, cô đã thành công trên toàn thế giới với bài hát "To Sir with Love" được thể hiện trong bộ phim cùng tên năm 1967 và với bài hát chủ đề cho bộ phim James Bond năm 1974 The Man with the Golden Gun. Ở các nước châu Âu, cô cũng được biết đến rộng rãi với bài dự thi giành chiến thắng Eurovision Song 1969 " Boom Bang-a-Bang", và ở Anh với bản hit "Shout" năm 1964, được trình diễn tại lễ bế mạc của Đại hội thể thao Khối thịnh vượng chung 2014 ở Glasgow

## Cuộc đời và sự nghiệp
Marie McDonald McLaughlin Lawrie sinh ra ở Lennoxtown, Stirlingshire và lớn lên ở Dennistoun, Glasgow, nơi cô theo học tại Trường tiểu học Thomson Street và Trường Onslow Drive. Cô sống ở Gallowgate một thời gian trước khi chuyển đến Phố Garfield, Dennistoun. Ở tuổi 12 hoặc 13, cô và người quản lý của mình đã tiếp cận một ban nhạc có tên là Bellrocks tìm kiếm kinh nghiệm sân khấu như một ca sĩ. Cô xuất hiện cùng họ vào mỗi tối thứ bảy: Alex Thomson, người chơi bass của nhóm, đã kể lại rằng ngay cả khi đó giọng hát của cô đã rất đáng chú ý. Cô có hai anh trai và một chị gái, và cha cô là một người nghiện rượu nặng. Ở tuổi 14, cô đã có nghệ danh "Lulu" từ người quản lý tương lai Marion Massey, người đã nhận xét: "Chà, tất cả những gì tôi biết là cô ấy là một đứa trẻ lulu thực sự." 
Vào tháng 8 năm 2017, lịch sử gia đình của Lulu là chủ đề của một tập trong loạt phim Vương quốc Anh Who Do You Think You Are? Nghiên cứu cho thấy mẹ cô đã được một gia đình khác nhận về nuôi dưỡng. Cuộc điều tra về gia phả của cô cho thấy ông bà ngoại của Lulu đến từ khắp nơi trong sự phân chia tôn giáo ở Glasgow. Ông nội của cô, Hugh Cairns là một người Công giáo và bà của cô, Helen Kennedy, là một người theo đạo Tin lành. Cairns đã từng là thành viên của một băng đảng Công giáo và được tìm thấy trong nghiên cứu đã vào và ra khỏi nhà tù vào thời điểm mẹ của Lulu chào đời. Kennedy được tìm thấy là con gái của một Người tình đáng giá của quý bà Orange Lodge 52; khám phá đã giải thích lý do tại sao hai gia đình đã phản đối sự kết hợp giữa Kennedy và Cairns.

### Các bài hát top hit ban đầu

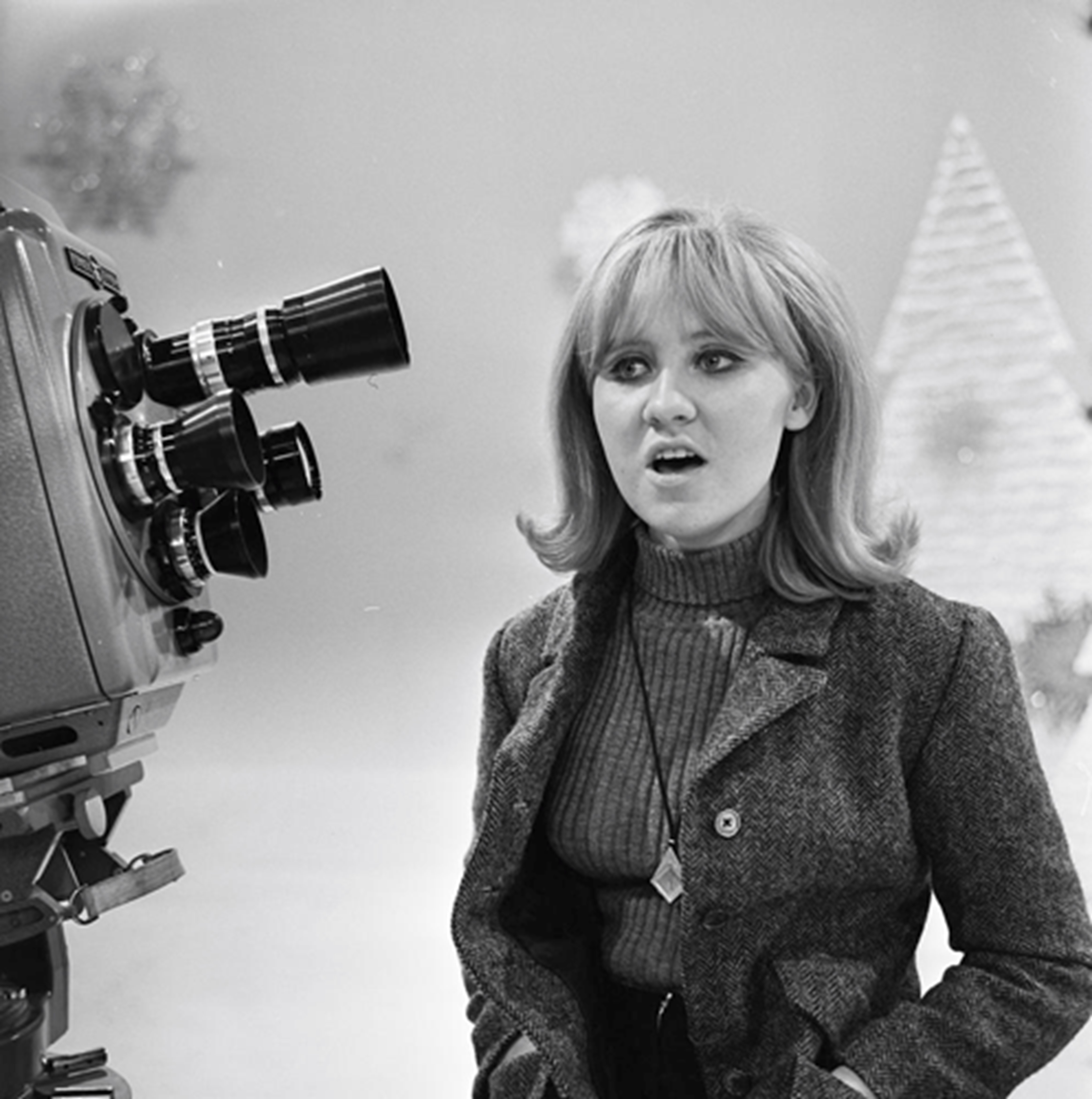
Lulu năm 1965 trên trường quay Fanclub, TV Hà Lan

Năm 1964, nhờ sự bảo trợ của Marion Massey, cô được ký hợp đồng với Decca Records. Khi cô mới mười lăm tuổi, phiên bản cover lại bài "Shout" của Isley Brothers, được ghi là 'Lulu & the Luvvers ' và dược hát với giọng trưởng thành hơi khàn của cô, đã xếp hạng thứ 7 trên bảng xếp hạng Vương quốc Anh. Massey đã hướng dẫn sự nghiệp của cô trong hơn 25 năm, trong phần lớn thời gian họ là đối tác kinh doanh. Chồng của Massey, Mark đã sản xuất một số bản thu âm của Lulu.
Sau thành công của "Shout", ba đĩa đơn tiếp theo của Lulu đã thất bại khi không có mặt trên các bảng xếp hạng. Cô đã phát hành "Leave A Little Love" vào năm 1965, đưa cô trở lại Top Ten của Vương quốc Anh. Bản thu âm tiếp theo của cô, "Try to Understand", lọt vào Top 30.
Năm 1966, Lulu lưu diễn Ba Lan cùng ban nhạc The Hollies với tư cách là nữ ca sĩ người Anh đầu tiên xuất hiện trực tiếp sau Bức màn sắt. Trong cùng năm đó, cô đã thu âm hai bài hát tiếng Đức; "Wenn du da bist" và "So finger es an" cho Decca Đức. Tất cả các bản ghi Decca của cô đã được phát hành vào năm 2009 trên bộ 2 đĩa CD mang tên Shout!, được phát hành trên RPM Records.  Sau hai bản hit với The Luvvers, Lulu bắt đầu sự nghiệp solo.
Sau khi không đạt được các bảng xếp hạng vào năm 1966, Lulu rời Decca và ký hợp đồng với Columbia, với các bản thu được Mickie Most sản xuất. Cô trở lại bảng xếp hạng đĩa đơn của Anh vào tháng 4 năm 1967, đạt top 6 với "The Boat That I Row", được viết bởi Neil Diamond. Tất cả bảy đĩa đơn cô ấy hát do Mickie Most sản xuất đều được vào Bảng xếp hạng đĩa đơn của Anh. Tuy nhiên, trong cuốn tự truyện I Don't Want To Fight, xuất bản năm 2002, cô đã mô tả anh là "rẻ tiền" và không còn gì để nói về mối quan hệ công việc của họ, mà cô đã kết thúc vào năm 1969 sau bản hit solo lớn nhất nước Anh. Tuy nhiên, khi Most qua đời vào năm 2003, Lulu đã hết lời khen ngợi anh và nói với BBC rằng họ đã rất thân thiết.
Cô xuất hiện lần đầu tiên vào năm 1967 To Sir, with Love, một bộ phim của Anh cho Sidney Poitier. Lulu cả hai đã diễn xuất trong phim và hát bài hát chủ đề, và bài hát này một hit lớn ở Hoa Kỳ, đạt đến vị trí số 1. " To Sir with Love" trở thành đĩa đơn bán chạy nhất năm 1967 tại Hoa Kỳ, bán được hơn 1.000.000 bản; nó đã được trao một đĩa vàng, và được tạp chí Billboard xếp hạng là bài hát số 1 của năm. Ở Anh, "To Sir With Love" đã được phát hành ở mặt B của "Let's Pretend", một bài hát lên top ở  vị trí 11.